# Palmarès dell'ACF Fiorentina

I giocatori della Fiorentina con la Coppa delle Coppe 1960-1961; pur se riconosciuta ufficialmente dall'UEFA solo nel 1963, a posteriori si trattò della prima affermazione di una squadra italiana in un torneo confederale.

Il palmarès dell'ACF Fiorentina, società calcistica italiana con sede a Firenze, in ambito nazionale riporta trofei sia a livello professionistico che giovanile.
Il primo titolo nella storia viola è stato quello di Seconda Divisione conquistato dalla squadra Riserve nel 1931-1932, alloro raggiunto con il nome di Associazione Calcio Fiorentina. La conquista del suo primo campionato italiano è avvenuta nel 1955-1956, con il successo della prima squadra in Serie A, mentre la Coppa Italia era stata vinta dai fiorentini per la prima volta nel 1939-1940. In ambito internazionale la Fiorentina ha conseguito la sua unica affermazione riconosciuta ufficialmente con la Coppa delle Coppe del 1960-1961; in precedenza, il primo exploit fuori dai confini italici era arrivato con la Coppa Grasshoppers vinta nel quinquennio 1952-1957.
Il primo trionfo assoluto appannaggio di una divisione minore del club toscano si è verificato in patria, per mano della formazione Allievi, nel campionato regionale del 1930-1931. In campo nazionale, il primo successo di rilievo delle giovanili della Fiorentina ebbe luogo nel Torneo Primavera U-20, vinto nel 1970-1971, mentre in ambito internazionale avvenne nel Torneo di Sanremo del 1955. Tra gli altri, ha conquistato otto edizioni della Coppa Carnevale di Viareggio, uno dei tornei giovanili più prestigiosi al mondo e riconosciuto ufficialmente da CONI, FIGC, UEFA e FIFA, mentre con dieci successi detiene il record di affermazioni nel Torneo Città di Vignola.
I viola hanno conseguito la maggior parte dei loro trofei a livello professionistico in due epoche distinte, la prima dipanatasi tra gli anni cinquanta e sessanta del Novecento – quando, nel 1961, i viola divennero il primo club italiano a riportare un alloro a livello confederale, nonché la prima formazione europea a conseguire la "doppietta" continentale tra coppa nazionale e Coppa delle Coppe –, e la seconda vissuta a cavallo del secondo e terzo millennio.

## Prima squadra

La Fiorentina premiata al termine della vittoriosa Supercoppa italiana 1996: per la prima volta nella storia della manifestazione, la squadra detentrice della Coppa Italia riuscì ad avere la meglio sulla formazione campione d'Italia in carica.

La prima squadra della sezione calcistica del club si è aggiudicata in 2 occasioni il campionato nazionale. I gigliati sono, con 6 successi, la quarta squadra per numero di vittorie in Coppa Italia (ex aequo con il Napoli), principale coppa federale del paese, e hanno vinto anche la Supercoppa italiana in un'occasione, per un totale di 9 vittorie in competizioni nazionali (13 se si contano 3 campionati di Serie B e 1 di Serie C2).
La formazione fiorentina, vincitrice della prima edizione della Coppa delle Coppe, che divenne il primo club italiano a conquistare una competizione UEFA nonché a conseguire un double continentale; nell'occasione fu inoltre la prima squadra europea ad abbinare, nella stessa stagione, la Coppa delle Coppe alla Coppa nazionale, nella stagione 1960-1961.
Inoltre la Fiorentina, fu la prima e unica squadra italiana ad aver conquistato, nella stessa stagione, un double continentale di rango minore, composto dalla Coppa Mitropa (ancorché trofeo non riconosciuto dall'Unione delle Federazioni Calcistiche Europee - UEFA) e dalla Coppa Italia, nella stagione 1965-1966.
Il 2 maggio 1990 i viola entrano nella storia delle competizioni europee, partecipando a tutte e tre le finali dei tornei istituiti dalla UEFA: la Coppa Campioni (il 30 maggio 1957, persa contro il Real Madrid), la Coppa delle Coppe (il 17 e 27 maggio 1961, vinta contro i Rangers di Glasgow, e il 5 settembre 1962, persa contro l'Atletico Madrid) e la Coppa UEFA (il 2 e 16 maggio 1990, persa contro la Juventus).
Il club trionfa nella Coppa di Lega Italo-Inglese, che metteva di fronte nell'edizione del 1975 le squadre detentrici della Coppa Italia e della Coppa d'Inghilterra: nella doppia finale contro i londinesi del West Ham i viola s'impongono entrambe le volte per 1-0.
Fu la prima squadra detentrice della Coppa Italia a vincere la Supercoppa italiana: ciò accadde per la prima volta nel 1996, quando la Fiorentina superò i campioni d'Italia del Milan. In seguito il fatto venne imitato da Lazio (1998 e 2009), Parma (1999), Inter (2005), Roma (2007) e Napoli (2014).
Occupa il 24º posto del ranking UEFA nel 2009-2010 (27º posto nel 2010-2011 e 30º posto nel 2011-2012), secondo la classifica stilata mensilmente dall'IFFHS, invece, il più alto piazzamento mai ottenuto dalla squadra in questa classifica è stato l'8º posto raggiunto nel dicembre 2015. 5º posto su 23 come club italiano nelle competizioni internazionali. La Fiorentina inoltre è al 5º posto su 63 come partecipante al campionato di Serie A (77 partecipazioni in Serie A), e al 5º posto su 63 nella classifica perpetua della Serie A, mentre per quanto riguarda la classifica del campionato italiano di calcio dal 1898 al 1929, la squadra è 109º posto su 156.

### Competizioni ufficiali

I gigliati del 1957, finalisti di Coppa dei Campioni contro il Real Madrid; furono i primi italiani a raggiungere la finale della massima competizione calcistica europea per club.

14 trofei

#### Competizioni nazionali

La formazione viola e quella del in posa con la Coppa Italia 1965-1966 e la Coppa Renato Dall'Ara; quest'ultimo, un riconoscimento accessorio che, nel calcio italiano, viene assegnato alla squadra vincitrice della coppa nazionale congiuntamente al trofeo canonico.

13 trofei
|  | Titolo/i               | Anno/i                                                           | Seconda classificata                                  |
|  | ---------------------- | ---------------------------------------------------------------- | ----------------------------------------------------- |
|  | Campionato italiano: 2 | 1955-1956; 1968-1969                                             | 1956-1957; 1957-1958; 1958-1959; 1959-1960; 1981-1982 |
|  | Coppa Italia: 6        | 1939-1940; 1960-1961; 1965-1966; 1974-1975; 1995-1996; 2000-2001 | 1958; 1959-1960; 1998-1999; 2013-2014; 2022-2023      |
|  | Supercoppa italiana: 1 | 1996                                                             | 2001                                                  |

- Campionato italiano di Serie B: 3

1930-1931; 1938-1939; 1993-1994
- Campionato italiano Serie C2: 1 [33]

2002-2003

#### Competizioni internazionali
1 trofeo
|  | Titolo               | Anno/i    | Seconda classificata |
|  | -------------------- | --------- | -------------------- |
|  | Coppa delle Coppe: 1 | 1960-1961 | 1961-1962            |

### Altre competizioni
25 trofei

#### Competizioni nazionali
- Campionato toscano di guerra: 1[36]

1944-1945
- Coppa Renato Dall'Ara: 4[37]

1965-1966; 1974-1975; 1995-1996; 2000-2001
- Coppa Triangolare di Prato: 1

1995
- Memorial Mario Cecchi Gori: 3[38]

1995; 1997; 2000
- Supercoppa di Serie C2: 1[39][40]

2003;
- Trofeo Pirelli: 1[43]

2004
- Coppa Triangolare di Castelnuovo di Garfagnana: 1[44]

2004

#### Competizioni internazionali
- Coppa Grasshoppers: 1[45][46]

1952-1957

La Fiorentina del 1966 con la Coppa Mitropa; trentun giorni prima, il club toscano aveva vinto anche la Coppa Italia: fu la prima e unica squadra italiana ad aver conquistato, nella stessa stagione, un double continentale di rango minore.

- Coppa Centenario de "La Nazione": 1[47]

1959
- Torneo di New York: 1[49]

1965
- Coppa Mitropa: 1[50]

1966
- Coppa di Lega Italo-Inglese: 1[51]

1975
- Memorial Pier Cesare Baretti: 1[52]

1989
- Trofeo Costa del Sol: 1

2014
- Super Mecz: 1[55]

2014
- Trofeo James and Thomas Hogg-Coppa Transatlantica: 1

2014
- Cup of Traditions: 1[57][58]

2018
- Opel Cup: 1[59][60]

2018
- Visit Malta Tournament: 1[61][62]

2019
- International Cup: 1

2022

### Altri piazzamenti

#### Competizioni ufficiali
- Coppa Italia

Semifinale: 1935-1936; 1963-1964; 1984-1985; 1985-1986; 2009-2010; 2014-2015; 2018-2019; 2021-2022; 2023-2024
- Supercoppa Italiana

Semifinale: 2023
- Campionato italiano di Prima Divisione

Secondo posto: 1927-1928 (girone Sud)
- Coppa Arpinati[63][64]

Secondo posto: 1927 (girone D)
- Torneo Postcampionato

Secondo posto: 1945-1946 (girone B)
- Torneo di Capodanno

Semifinale: 1980-1981
- Coppa dei Campioni[65][66]

Finale: 1956-1957
- Coppa delle Coppe UEFA[67]

Semifinale: 1996-1997
- Coppa UEFA/Europa League[68]

Finale: 1989-1990
Semifinale: 2007-2008; 2014-2015
- UEFA Europa Conference League

Finale: 2022-2023; 2023-2024
Semifinale: 2024-2025

#### Competizioni non ufficiali

Una formazione dei viola nella stagione 1969-1970, campioni d'Italia uscenti, che persero la finale della Coppa delle Alpi.

- Torneo di Nizza[69]

Finale: 1946
- Coppa Mitropa[70]

Finale: 1965; 1971-1972
Semifinale: 1966-1967
- Coppa delle Alpi[74]

Finale: 1970
- Coppa Anglo-Italiana[75]

Finale: 1973
- Coppa Transatlantica[76]

Secondo posto: 1983
- Trofeo Naranja[77]

Secondo posto: 2010; 2016

## Seconda squadra (squadra riserva)
2 trofei
- Campionato Cadetti: 1

1957-1958
- Campionato De Martino: 1

1963-1964

## Settore giovanile

La formazione giovanile della Fiorentina, allenata da Nené, vincitrice del Torneo di Viareggio 1979

Il vivaio viola risulta essere uno dei più titolati d'Italia, avendo vinto 3 scudetti Primavera (nel 1970-1971, nel 1979-1980 e nel 1982-1983), 3 Campionati Allievi Nazionali e 8 Tornei di Viareggio (1966, 1973, 1974, 1978, 1979, 1982, 1988, 1992) oltre che 8 Coppe Italia Primavera (1979-1980, 1995-1996, 2010-2011, 2018-2019, 2019-2020, 2020-2021, 2021-2022 e 2023-2024) e 3 Supercoppe Primavera (2011, 2021, 2022). La squadra Primavera viola ha vinto inoltre il Torneo Internazionale Under-19 Bellinzona nel 1962 e dieci edizioni del Torneo Città di Vignola, record in questa manifestazione, mentre gli Allievi Nazionali hanno vinto per cinque volte (1976, 1982, 1987, 1989, 1990) il Torneo Città di Arco e per due (1955, 1992) il Torneo Internazionale Sanremo.
I viola, allenati da Nené hanno conquistato nel 1979-1980 il double nazionale Primavera, vincendo il Campionato Primavera e la Coppa Italia Primavera. Oltre alla Fiorentina, soltanto la Roma nel 1973-1974, il Torino nel 1987-1988 e la Sampdoria nel 2007-2008 hanno conquistato il double nazionale Primavera con vittoria di campionato e coppa nella stessa stagione.

### Competizioni ufficiali
30 trofei
|  | Titolo/i                               | Anno/i                                                                                 | Seconda classificata                                       |
|  | -------------------------------------- | -------------------------------------------------------------------------------------- | ---------------------------------------------------------- |
|  | Campionato Primavera: 3                | 1970-1971; 1979-1980; 1982-1983                                                        | 2005-2006; 2016-2017; 2017-2018; 2022-2023                 |
|  | Coppa Italia Primavera: 8              | 1979-1980; 1995-1996; 2010-2011; 2018-2019; 2019-2020; 2020-2021; 2021-2022; 2023-2024 | 2013-2014; 2022-2023                                       |
|  | Supercoppa Primavera: 3                | 2011; 2021; 2022                                                                       | 2019; 2020; 2024                                           |
|  | Campionato Nazionale Dante Berretti: 2 | 1975-1976; 1978-1979                                                                   |                                                            |
|  | Campionato Allievi Nazionali: 3        | 1985-1986; 1988-1989; 2008-2009                                                        | 2005-2006                                                  |
|  | Campionato Nazionale Under-16:         |                                                                                        | 2022-2023                                                  |
|  | Campionato Nazionale Under-15: 1       | 2010-2011                                                                              | 2021-2022                                                  |
|  | Campionato Juniores Nazionali: 2       | 1957-1958; 1958-1959                                                                   |                                                            |
|  | Torneo di Viareggio: 8                 | 1966; 1973; 1974; 1978; 1979; 1982; 1988; 1992                                         | 1958; 1962; 1967; 1987; 1994; 1995; 2000; 2011; 2018; 2025 |

### Altre competizioni
47 trofei
- Torneo Internazionale Sanremo: 2[84]

1955; 1992
- Trofeo Internazionale Arsenal a Parma: 1[85]

1955
- Torneo Internazionale Under-19 Bellinzona: 1

1962
- Torneo Città di Arco: 5

1976; 1982; 1987; 1989; 1990
- Torneo Città di Vignola: 10 (record)

1977; 1981; 1996; 1998; 2000; 2006; 2007; 2008; 2010; 2012
- Torneo Internazionale Città di Port-de-Bouc: 1

1979
- Torneo Internazionale S.Teresa di Gallura: 1

1980
- Torneo Internazionale Nereo Rocco: 9 (record)[86]

1987; 1988; 1989; 1991; 1995; 1996; 1997; 2008; 2018
- Torneo Internazionale Maggioni-Righi: 4[87][88]

1989; 1992; 1997; 2005
- Torneo Internazionale Città di Gradisca - Trofeo Nereo Rocco: 1[89]

1991
- Trofeo Maestrelli: 3

1994; 1998; 2007
- Memorial Claudio Sassi: 1[90]

1995
- Memorial Pietro Martinelli: 3

2003; 2007; 2012
- Memorial "Gianni Sicuranza": 1

2006
- Supercoppa Trofeo Maestrelli: 1

2007
- Torneo Zoli: 1

2008
- Memorial Jacopo Menchi: 1

2014
- Torneo Internazionale Azelio Rachini: 1

2014

### Liste e riconoscimenti
- Club vincitori delle competizioni UEFA per club
- Società calcistiche vincitrici delle competizioni confederali e interconfederali
- Tradizione sportiva

### Voci affini
- Calciatori dell'ACF Fiorentina
- Allenatori dell'ACF Fiorentina
- Presidenti dell'ACF Fiorentina